# Spirorbis inornatus
Spirorbis inornatus is een borstelworm uit de familie Serpulidae. De wetenschappelijke naam van de soort werd in 1962 gepubliceerd door L'Hardy & Quievreux.